# Kevin Rudolf

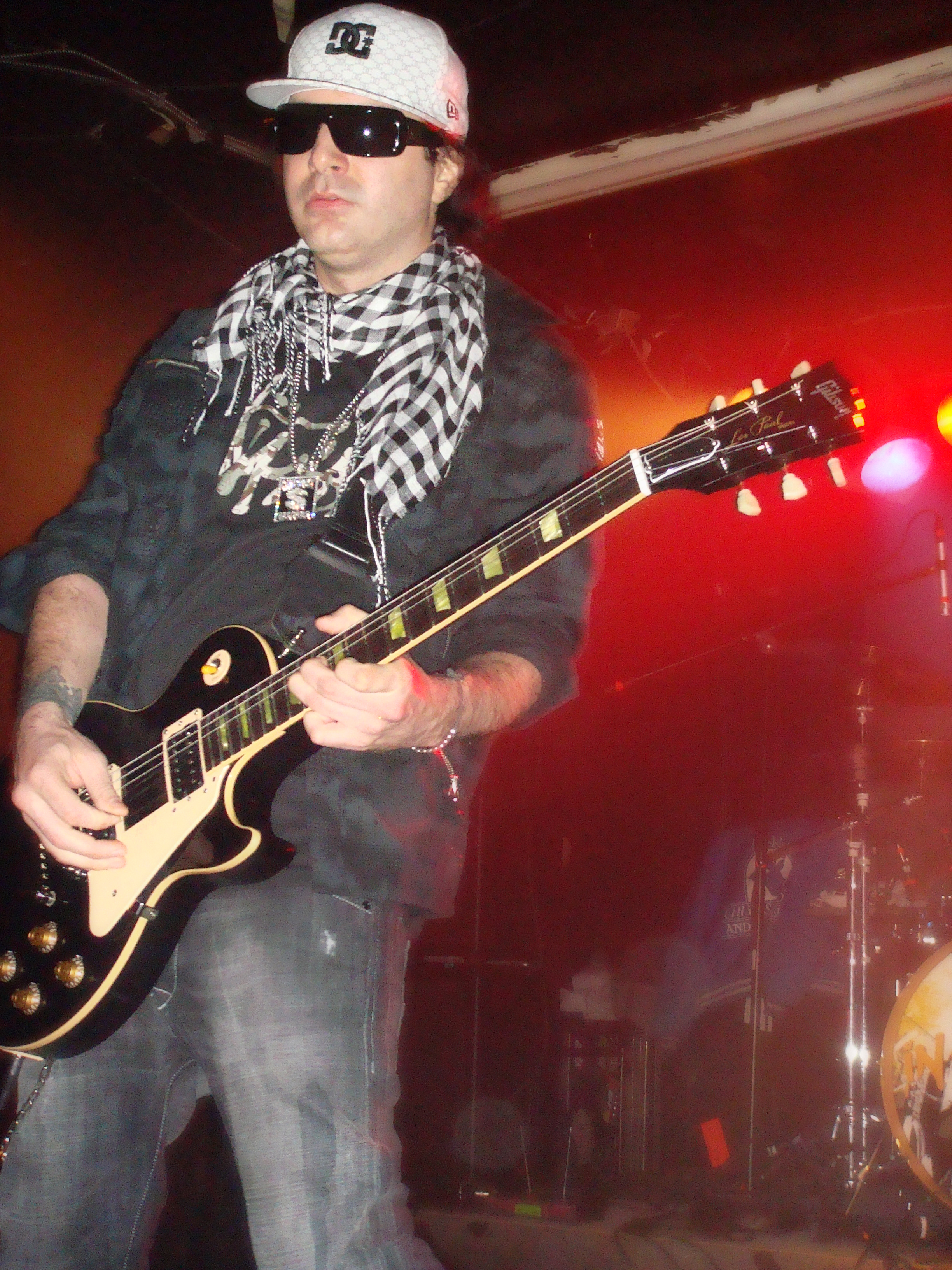
Kevin Rudolf (2009)

Kevin Rudolf (* 17. Februar 1983 in Manhattan, New York) ist ein US-amerikanischer Pop-Rocksänger und Rapper.

## Leben
Aufgewachsen ist Rudolf bei seiner alleinerziehenden Mutter, die ihn früh mit der Musik vertraut machte. Im Alter von elf Jahren begann er Gitarre zu spielen.
Sein Debütalbum In the City erschien am 24. November 2008 in den USA und enthält unter anderem die Single Let It Rock, auf der auch Lil Wayne mitwirkt. Let It Rock erreichte Platz 5 der US Hot Billboard Charts, Platz 5 der UK Singles Charts, Platz 3 der Australian ARIA Charts und Platz 2 der Canadian Hot 100 sowie Platz 10 der deutschen Singlecharts. Der Titel wurde als Titelmelodie des vom World Wrestling Entertainment ausgetragenen Royal Rumble 2009 gespielt. Er steuert auch den Titelsong zu WrestleMania 26 bei, dies ist die Single I Made It. Zudem ist sein Lied In the City die Vorspannmusik für Wall Street: Geld schläft nicht.
Rudolf arbeitete mit Ava Max, Justin Timberlake, Nelly Furtado und Lil Wayne zusammen und lebt zurzeit in Miami.

## Diskografie

### Studioalben
| Jahr | Titel                     | Höchstplatzierung, Gesamtwochen, AuszeichnungChartplatzierungen (Jahr, Titel, Platzierungen, Wochen, Auszeichnungen, Anmerkungen) | Höchstplatzierung, Gesamtwochen, AuszeichnungChartplatzierungen (Jahr, Titel, Platzierungen, Wochen, Auszeichnungen, Anmerkungen) | Höchstplatzierung, Gesamtwochen, AuszeichnungChartplatzierungen (Jahr, Titel, Platzierungen, Wochen, Auszeichnungen, Anmerkungen) | Höchstplatzierung, Gesamtwochen, AuszeichnungChartplatzierungen (Jahr, Titel, Platzierungen, Wochen, Auszeichnungen, Anmerkungen) | Höchstplatzierung, Gesamtwochen, AuszeichnungChartplatzierungen (Jahr, Titel, Platzierungen, Wochen, Auszeichnungen, Anmerkungen) | Anmerkungen                                       |
| Jahr | Titel                     | DE | AT | CH | UK | US | Anmerkungen                                       |
| ---- | ------------------------- | --- | --- | --- | --- | --- | ------------------------------------------------- |
| 2001 | Binocular                 | — | — | — | — | — | Erstveröffentlichung: 22. Mai 2001; als Binocular |
| 2008 | In the City               | — | — | — | — | US94 (7 Wo.)US | Erstveröffentlichung: 24. November 2008           |
| 2010 | To the Sky                | — | — | — | — | US78 (1 Wo.)US | Erstveröffentlichung: 11. Juni 2009               |
| 2024 | Against the Wall (Vol. 1) | — | — | — | — | — | Erstveröffentlichung: 27. September 2024          |

### Singles als Leadmusiker
| Jahr | Titel Album                                    | Höchstplatzierung, Gesamtwochen, AuszeichnungChartplatzierungen (Jahr, Titel, Album, Platzierungen, Wochen, Auszeichnungen, Anmerkungen) | Höchstplatzierung, Gesamtwochen, AuszeichnungChartplatzierungen (Jahr, Titel, Album, Platzierungen, Wochen, Auszeichnungen, Anmerkungen) | Höchstplatzierung, Gesamtwochen, AuszeichnungChartplatzierungen (Jahr, Titel, Album, Platzierungen, Wochen, Auszeichnungen, Anmerkungen) | Höchstplatzierung, Gesamtwochen, AuszeichnungChartplatzierungen (Jahr, Titel, Album, Platzierungen, Wochen, Auszeichnungen, Anmerkungen) | Höchstplatzierung, Gesamtwochen, AuszeichnungChartplatzierungen (Jahr, Titel, Album, Platzierungen, Wochen, Auszeichnungen, Anmerkungen) | Anmerkungen                                                                     |
| Jahr | Titel Album                                    | DE | AT | CH | UK | US | Anmerkungen                                                                     |
| ---- | ---------------------------------------------- | --- | --- | --- | --- | --- | ------------------------------------------------------------------------------- |
| 2008 | Let It Rock In the City                        | DE10 Gold · (23 Wo.)DE | AT23 (13 Wo.)AT | CH56 (13 Wo.)CH | UK5 Gold · (21 Wo.)UK | US5 ×4Vierfachplatin · (35 Wo.)US | Erstveröffentlichung: 16. Juni 2008 feat. Lil Wayne                             |
| 2009 | Welcome to the World In the City               | — | — | — | UK77 (1 Wo.)UK | US58 Gold · (9 Wo.)US | Erstveröffentlichung: 10. Januar 2009 feat. Kid Cudi                            |
| 2010 | I Made It (Cash Money Heroes) To the Sky       | — | — | — | UK37 (5 Wo.)UK | US21 Platin · (20 Wo.)US | Erstveröffentlichung: 2. Februar 2010 feat. Birdman, Jay Sean, & Lil Wayne      |
| 2010 | You Make the Rain Fall To the Sky              | — | — | — | — | — | Erstveröffentlichung: 14. September 2010 feat. Flo Rida                         |
| 2012 | Don’t Give Up –                                | — | — | — | — | — | Erstveröffentlichung: 17. April 2012                                            |
| 2012 | Champions –                                    | — | — | — | — | — | Erstveröffentlichung: 10. September 2012 feat. Limp Bizkit, Birdman & Lil Wayne |
| 2013 | Here’s to Us –                                 | — | — | — | — | — | Erstveröffentlichung: 23. Juni 2013                                             |
| 2015 | Blaze of Glory –                               | — | — | — | — | — | Erstveröffentlichung: 1. Januar 2015                                            |
| 2015 | That Other Ship –                              | — | — | — | — | — | Erstveröffentlichung: 21. Mai 2015                                              |
| 2017 | Nobody Gets Out Alive –                        | — | — | — | — | — | Erstveröffentlichung: 6. Juli 2017                                              |
| 2019 | I Will Not Break Do You Feel Me? EP            | — | — | — | — | — | Erstveröffentlichung: 5. April 2019 feat. Lil Wayne                             |
| 2019 | Hold Your Head Do You Feel Me? EP              | — | — | — | — | — | Erstveröffentlichung: 16. Juni 2019                                             |
| 2019 | Do You Feel Me? Do You Feel Me? EP             | — | — | — | — | — | Erstveröffentlichung: 15. August 2019                                           |
| 2020 | Social Anxiety –                               | — | — | — | — | — | Erstveröffentlichung: 31. Januar 2020 feat. Jared Evan                          |
| 2020 | Watch Me Now –                                 | — | — | — | — | — | Erstveröffentlichung: 14. Februar 2020                                          |
| 2020 | Never Know Why –                               | — | — | — | — | — | Erstveröffentlichung: 20. März 2020                                             |
| 2020 | Babylon –                                      | — | — | — | — | — | Erstveröffentlichung: 17. April 2020                                            |
| 2020 | Generation Maybe? –                            | — | — | — | — | — | Erstveröffentlichung: 22. Mai 2020                                              |
| 2020 | The Introvert’s Anthem –                       | — | — | — | — | — | Erstveröffentlichung: 29. Mai 2020                                              |
| 2020 | Escape That’s OK –                             | — | — | — | — | — | Erstveröffentlichung: 3. Juli 2020                                              |
| 2020 | Are We Having Fun? –                           | — | — | — | — | — | Erstveröffentlichung: 28. August 2020                                           |
| 2021 | Live Your Life –                               | — | — | — | — | — | Erstveröffentlichung: 12. November 2021                                         |
| 2022 | Summertime –                                   | — | — | — | — | — | Erstveröffentlichung: 1. Juli 2022                                              |
| 2022 | Gold –                                         | — | — | — | — | — | Erstveröffentlichung: 7. Oktober 2022                                           |
| 2022 | We Made It –                                   | — | — | — | — | — | Erstveröffentlichung: 16. Dezember 2022                                         |
| 2023 | 10 Fingers –                                   | — | — | — | — | — | Erstveröffentlichung: 3. März 2023                                              |
| 2023 | Stand Back –                                   | — | — | — | — | — | Erstveröffentlichung: 21. April 2023                                            |
| 2023 | That's the Way It's Supposed to Be –           | — | — | — | — | — | Erstveröffentlichung: 19. Mai 2023                                              |
| 2024 | Change My Mind Against the Wall (Vol. 1)       | — | — | — | — | — | Erstveröffentlichung: 26. Juli 2024                                             |
| 2024 | Some Get Left Behind Against the Wall (Vol. 1) | — | — | — | — | — | Erstveröffentlichung: 2. August 2024                                            |
| 2024 | I Don't Like Against the Wall (Vol. 1)         | — | — | — | — | — | Erstveröffentlichung: 9. August 2024                                            |
| 2024 | Guitar Dreams Against the Wall (Vol. 1)        | — | — | — | — | — | Erstveröffentlichung: 16. August 2024                                           |
| 2024 | Judgement Day Against the Wall (Vol. 1)        | — | — | — | — | — | Erstveröffentlichung: 23. August 2024                                           |
| 2024 | Meaner Against the Wall (Vol. 1)               | — | — | — | — | — | Erstveröffentlichung: 30. August 2024                                           |
| 2024 | My Vibe Against the Wall (Vol. 1)              | — | — | — | — | — | Erstveröffentlichung: 6. September 2024                                         |
| 2024 | Hellacious Against the Wall (Vol. 1)           | — | — | — | — | — | Erstveröffentlichung: 13. September 2024                                        |
| 2024 | End of the World Against the Wall (Vol. 1)     | — | — | — | — | — | Erstveröffentlichung: 20. September 2024                                        |

### Singles als Gastmusiker
- 2008: Shooting Star (David Rush feat. LMFAO, Pitbull & Kevin Rudolf)
- 2009: Fading Away (Shaggy feat. Lil Jon & Kevin Rudolf)
- 2009: I Want It All (Birdman feat. Lil Wayne & Kevin Rudolf)
- 2010: One Way Trip (Lil Wayne feat. Kevin Rudolf)
- 2010: Just Say So (Brian McFadden feat. Kevin Rudolf)
- 2010: Round and Round (mit Selena Gomez)
- 2010: Love Letter (mit Leona Lewis)
- 2010: On and On (Flo Rida feat. Kevin Rudolf)
- 2011: A Million Lights (DJ Khaled feat. Tyga, Cory Gunz, Mack Maine, Jae Millz & Kevin Rudolf)